# Anaspis atrata
Anaspis atrata là một loài bọ cánh cứng trong họ Scraptiidae. Loài này được Champion mô tả khoa học năm 1891.